# Fortino Hipólito Vera Talonia
Fortino Hipólito Vera Talonia   (Santiago Tequixquiac, 12 d'agost de 1834 - Cuernavaca, 22 de setembre de 1898) fou un bisbe catòlic mexicà, primer bisbe de Cuernavaca.

## Biografia
Fortino Hipólito Vera i Talonia va néixer al Barri del Refugi del poble de Santiago Tequixquiac el 12 d'agost de 1834, va ser un prelat mexicà de la col·legiata de Guadalupe (avui Basílica de Guadalupe) en la Ciutat de Mèxic.
Va ser nomenat vicari forà d'Amecameca de Juárez en 1871. Va fundar el seminari a Amecameca, va establir la impremta del col·legi catòlic i va erigir un Estació meteorològica observatori meteorològic. El 1871, va desenvolupar obres i empreses culturals importants: va fundar l'escola politècnica, de la qual van sol·licitar avantatjats sacerdots, enginyers, rellotgers, pintors impressors i enquadernadors. A la parròquia de l'Asunción va establir una impremta que va anomenar primer "Imprenta Catòlica" i després "Imprenta de Col·legi Catòlic", per haver unit a ambdues institucions: la religiosa i la cultural.
El 1890 va ser nomenat prebendat de la Col·legiata de Guadalupe; el 1894 va ser nomenat primer bisbe de la Diòcesi de Cuernavaca.
Va ser escriptor i historiador. Ja sent bisbe de Cuernavaca, entre els seus escrits hi ha recopilacions sobre les aparicions de la verge del Tepeyac en què destaquen: Tresor Guadalupano. Notícia dels llibres, documents, inscripcions &c. que tracten, esmenten o al·ludeixen a l'Aparició i devoció de La nostra Senyora de Guadalupe (1889).
Va morir el 22 de setembre de 1898 a la ciutat de Cuernavaca, les seves restes van ser portades 27 anys després i descansen en el mur frontal de l'altar major de la parròquia de Santiago Tequixquiac.